# Приз Національного конкурсу кінофестивалю «Молодість»
Приз Національної конкурсної програми Київського міжнародного кінофестивалю «Молодість» присуджує журі національного конкурсу кінофестивалю українській кінострічці із найактуальнішою тематикою та найвражаючою акторською грою.
Журі національного конкурсу, до складу якого входять як українські, так і іноземні кінематографісти, оцінює сучасні українські фільми з 2004 року. До 2011 року включно найкращий український фільм визначався в секції «Панорама українського кіно»; з 2012 року була визначена окрема «Національна конкурсна програма».
Фільм-переможець Національної конкурсної програми отримує Приз «Скіфський олень» за Найкращий фільм. Присуджують також окремий заохочувальний грошовий приз та спеціальні дипломи кінофестивалю.

## Переможці

### 2000-і
| 2004 (34-й) | Машуся в країні чудес | Марина Матвєйчук              | Україна          |  |  |
|             |                       |                               |                  |  |  |
| 2005 (35-й) | Засипле сніг дороги…  | Євген Сивоконь                | Україна          |  |  |
|             |                       |                               |                  |  |  |
| 2006 (36-й) | Катерина (відеокліп)  | Олег Скрипка, Роман Бондарчук | Україна          |  |  |
|             |                       |                               |                  |  |  |
| 2007 (37-й) | Вільний Сашко         | В'ячеслав Кателевський        | Україна          |  |  |
|             |                       |                               |                  |  |  |
| 2008 (38-й) | Крила метелика        | Олександр Балагура            | Україна          |  |  |
|             |                       |                               |                  |  |  |
| 2009 (39-й) | не присуджувався      | не присуджувався              | не присуджувався |  |  |
|             |                       |                               |                  |  |  |
| 2010 (40-й) | Я пам'ятник собі      | Дмитро Тяжлов                 | Україна          |  |  |

### 2010-і
| 2011 (41-й) | Глухота                       | Мирослав Слабошпицький   | Україна        |  |  |
|             |                               |                          |                |  |  |
| 2012 (42-й) | День незалежності             | Антоніна Ноябрьова       | Україна        |  |  |
|             |                               |                          |                |  |  |
| 2013 (43-й) | Повернення                    | Олександр Ратій          | Україна        |  |  |
|             |                               |                          |                |  |  |
| 2014 (44-й) | Обличчя                       | Нікон Романченко         | Україна        |  |  |
|             |                               |                          |                |  |  |
| 2015 (45-й) | Віддалік                      | Катерина Горностай       | Україна        |  |  |
|             |                               |                          |                |  |  |
| 2016 (46-й) | Кров'янка                     | Аркадій Непиталюк        | Україна        |  |  |
|             |                               |                          |                |  |  |
| 2018 (47-й) | Штангіст                      | Дмитро Сухолиткий-Собчук | Україна Польща |  |  |
| 2019 (48-й) | В радості, і тільки в радості | Марина Рощина            | Україна        |  |  |